# Taylorcraft D
El Taylorcraft Model D fue un avión ligero del fabricante estadounidense Taylorcraft Aviation de principios de los años 40.

## Diseño y desarrollo
En los años 1940-41, la demanda de máquinas de entrenamiento aumentó constantemente, especialmente en el programa semimilitar de entrenamiento de pilotos (Civilian Pilot Training, CPT). Aunque Taylorcraft pudo vender una mayor cantidad del Model B al Cuerpo Aéreo del Ejército de los Estados Unidos (USAAC) como parte del programa, las versiones con asientos consecutivos se consideraron más apropiadas. Así, en 1940, la mitad de todas las máquinas utilizadas para este fin procedían de Piper, ya que el J-3 podía ofrecer con esta disposición de asientos. Para capturar mejor este mercado, Taylorcraft desarrolló el Model D, que nuevamente retomaba el diseño de asientos en tándem del anterior Taylor J-2. Después de la construcción de 200 máquinas, la producción se convirtió a la versión militar L-2.
La primera versión fue el DC-65, que se presentó públicamente en febrero de 1941 y recibió la Aprobación de Tipo el 25 de noviembre del mismo año. El motor estándar era el Continental A65-8, pero también se podía instalar un Franklin 4AC-176 (DF-65) o un Lycoming O-145-B2 (DL-65). Para identificar los equipos con encendido simple o doble se reubicaron las letras S o D (DL-65S para encendido simple y DL-65D para encendido doble). Las dimensiones diferían sólo ligeramente respecto a las del Model B, sólo que la envergadura se redujo en unos 18 cm debido a la cabina más estrecha y la longitud se aumentó en 23 cm.

### Construcción
Como ocurre con todos los aviones Taylorcraft de antes de la guerra, la estructura del fuselaje consistía en tubos de acero soldados, recubiertos de tela. Taylorcraft intentó utilizar tantas partes del Model B como fuera posible; sin embargo, esto sólo tuvo un éxito parcial, ya que los componentes estructurales principales no eran intercambiables entre los dos patrones y las nervaduras de las alas estaban hechas de aluminio en lugar de madera. Debido a la mayor carga prevista en las operaciones de entrenamiento, la estructura del avión también recibió refuerzos. Los depósitos estaban en las alas y alimentaban un depósito de recolección detrás del motor. El motor estaba encerrado en una capota parcial, dejando las culatas al descubierto en el flujo de aire. La máquina podía volarse desde cualquier asiento.
En las especificaciones de los diseñadores John Hutmacher y Cameron Lusty estaba el requisito de una buena visibilidad panorámica, por lo que bajaron la correa superior (larguerillo) del compartimento del maletero a la altura de los hombros del piloto. Cuando C.G. Taylor vio el primer ejemplar con esta forma, ordenó que lo deshicieran para restaurar la apariencia exterior típica de una máquina Taylorcraft. Los diseñadores lo hicieron colocando un herraje de madera contrachapada en el larguerillo superior. En la versión militar posterior L-2A, esta "joroba de tortuga" fue eliminada y reemplazada por un revestimiento transparente.

## Variantes
DC
Motor Continental A65 de 48 kW (65 hp).
DF
Motor Franklin de 48 kW (65 hp).
DL
Motor Lycoming O-145 de 48 kW (65 hp).
Auster AOP Mk. I
Motor Blackburn Cirrus Major de 97 kW (130 hp).
Auster AOP Mk. II
Motor Blackburn Cirrus Major de 97 kW (130 hp).
Auster AOP Mk. III
Motor Blackburn Cirrus Major de 97 kW (130 hp).
Auster AOP Mk. IV
Motor Lycoming O-290 de 93 kW (125 hp).
Auster AOP Mk. V
Motor Lycoming O-290 de 93 kW (125 hp).
O-57
Designación original, redesignada como L-2 en la serie Liaison (Enlace).
L-2
L-2A con capota abierta, L-2M con capota cerrada.

## Especificaciones (DC)
Referencia datos: Aerofiles: Taylor, Taylorcraft

### Características generales
- Tripulación: Uno (piloto)
- Capacidad: Un pasajero
- Longitud: 6,9 m (22,7 ft)
- Envergadura: 10,8 m (35,4 ft)
- Perfil alar: NACA 23012[4]
- Planta motriz: 1× motor bóxer de 4 cilindros refrigerado por aire Continental A65.
  - Potencia: 48 kW (66 HP; 65 CV)
- Hélices: Bipala de madera de paso fijo

### Rendimiento
- Velocidad máxima operativa (Vno): 164 km/h (102 MPH; 89 kt)
- Velocidad crucero (Vc): 148 km/h (92 MPH; 80 kt)
- Velocidad de entrada en pérdida (Vs): 56 km/h (35 MPH; 30 kt)
- Alcance: 430 km (232 nmi; 267 mi)
- Techo de vuelo: 4270 m (14 009 ft)
- Régimen de ascenso: 2,5 m/s (492 ft/min)

## Aeronaves relacionadas

### Desarrollos relacionados
- Taylorcraft L-2

### Secuencias de designación
- Secuencia Alfanumérica (interna de Taylorcraft): A - B - D - 15 - 16 - 18 →